# Ertzetatik
Ertzetatik és el primer àlbum d'estudi del grup musical en basc Huntza, que va sortir a la venda el 2 de desembre de 2016.

## Producció
El grup es va formar a Bilbao el 2014, quan els seus membres es van conèixer en la seva etapa universitària, si bé tots els seus integrants són guipuscoans. La primera aparició de la banda va ser el 8 de març de 2016, amb el llançament de We Are Proud. Amb aquesta cançó van retre homenatge a les primeres dones a pujar a l'escenari. Aquest començament va obrir la porta als següents concerts i aparicions.
Al novembre de 2016 van publicar el videoclip de la cançó Aldapan gora (que significa "costa amunt"), que va ser un gran èxit. El tècnic de so Haritz Hurreguy va gravar el primer àlbum en els estudis Higain a Usurbil i es va promocionar en la fira de Durango a Ertzetatik. En el disc predominen les melodies de la trikiti, i es noten influències d'altres estils musicals com el pop-rock, el vals o l'ska-rock.

## Crèdits
- Josune Arakistain (trikiti, veus)
- Uxue Amonarriz (pandereta, veus)
- Aitor Huizi (violí)
- Aitzol Eskisabel (guitarres)
- Inhar Eskisabel (baix)
- Peru Altube (bateria)

## Llista de cançons
| Núm. | Títol                  | Durada |
| ---- | ---------------------- | ------ |
| 1.   | «Iñundik iñoare»       | 2:41   |
| 2.   | «Kalabazak»            | 3:12   |
| 3.   | «Aldapan gora»         | 3:21   |
| 4.   | «Ipuinetan»            | 2:58   |
| 5.   | «Ipuinetan»            | 4:23   |
| 6.   | «Herri Unibertsitatea» | 4:37   |
| 7.   | «Hautsetatik»          | 3:44   |
| 8.   | «Gauerdiko biolinak»   | 4:19   |
| 9.   | «Gaztetxeak bizirik»   | 4:06   |
| 10.  | «Harro gaude»          | 3:21   |
| 11.  | «Beste bat»            | 3:01   |
| 12.  | «Parent(h)esiak»       | 3:41   |